# Николай из Отрекура
Николай из Отреку́ра (ок. 1299 — 16 или 17 июля 1369) — средневековый французский философ, схоласт.
В теории познания был сторонником скептицизма, в натуральной философии — атомистом, противником Аристотеля.
Решением папской курии в 1347 году был принуждён сжечь свои сочинения. Ему принадлежит авторство трактата «Exigit ordo executionis» (он же — Tractatus universalis) и вопроса о возрастании познавательных способностей («Quaestio de qua respondet magister Nicholaus de Ultricuria»).